# Merlet boreal
El merlet boreal (Pyrgus andromedae) és una espècie de lepidòpter papilionoïdeu de la família dels hespèrids (Hesperiidae) present als Països Catalans.

## Distribució
Endèmic de diversos sistemes muntanyosos europeus, incloent-hi els Pirineus, els Alps a França, Suïssa, Itàlia, Alemanya, Liechtenstein, Àustria i Eslovènia, els Carpats al nord de Romania i sud-oest d'Ucraïna, els Alps Dinàrics a Bòsnia i Hercegovina i Montenegro, els Monts Šar al sud de Kosovo i nord-oest de Macedònia del Nord, les Muntanyes Pirin al sud-oest de Bulgària, així com el nord d'Escandinàvia a Noruega i Suècia i els Urals polars al nord de Rússia. A la península Ibèrica només es troba als Pirineus des d'Osca a Girona. A Catalunya té actualment una distribució molt escassa, amb presència a la Vall d'Aran i el Pallars Sobirà, mentre que existeixen citacions d'abans de l'any 2000 de la Cerdanya i el Ripollès.

## Descripció
Envergadura alar d'entre 26 i 31 mm. Lleuger dimorfisme sexual en presentar el mascle un plec costal a l'ala anterior i un pinzell de pèls a la tíbia de la pota posterior. Anvers de l'ala anterior amb el fons bru fosc amb abundants pèls grisos a la meitat basal i diverses petites taques blanques, sobretot a la meitat exterior. Anvers de l'ala posterior també de color bru fosc, amb taques grises difuses o absents. Ambdues ales tenen les fímbries escaquejades. Revers de l'ala anterior similar a l'anvers, però més clara. Revers de l'ala posterior amb el fons bru grisós i diverses taques blanques. La presència de taques en forma de signe d'exclamació al revers de l'ala posterior (espai E1c) és característica de l'espècie i la permet distingir de la majoria d'altres membres del gènere Pyrgus.

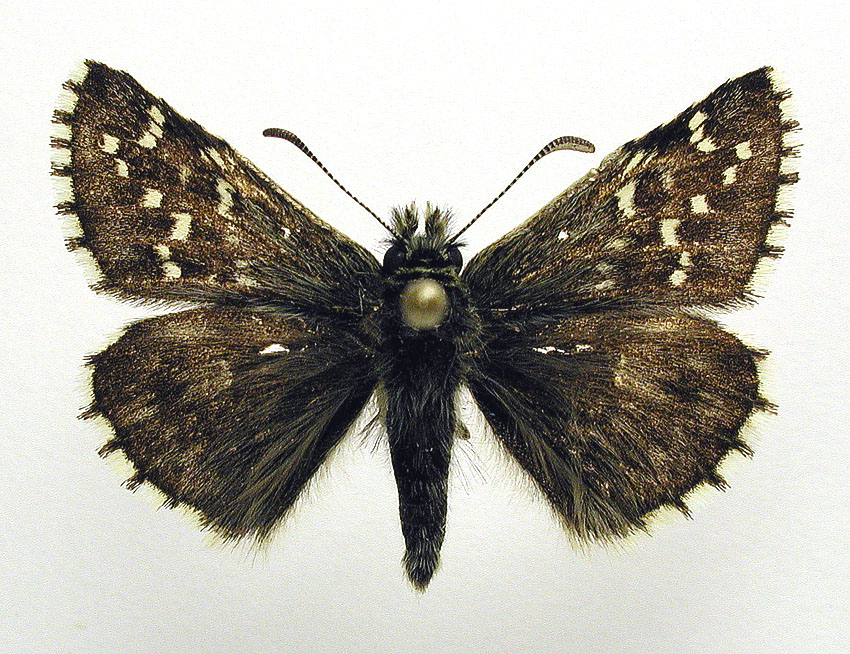
Anvers d'un adult

## Hàbitat
Llocs oberts a l'alta muntanya, incloent-hi prats i pastures prop de llocs humits com rierols o torberes, així com landes, als estatges subalpí i alpí. Rang altitudinal des dels 25 m fins als 1000 m a Escandinàvia i entre 1000 m i 3000 m a la resta de l'àrea de distribució. L'eruga s'alimenta d'algunes petites rosàcies de caràcter herbaci i d'alta muntanya, sobretot Dryas octopetala, però també espècies del gènere Potentilla, com ara P. thuringiaca.

## Període de vol i hibernació
Vola en una generació entre mitjans de maig i finals d'agost, a Escandinàvia entre mitjans de juny i juliol, al centre i sud-est d'Europa al juliol, i als Pirineus des de finals de juny a principi d'agost. S'ha observat tant cicles de desenvolupament anuals, en localitats de baixa altitud, en què hiverna com a crisàlide, com cicles bianuals, per sobre dels 2000 m, en què passa el primer hivern com a eruga i el segon com a crisàlide. En aquest cas, s'observa un nombre més gran d'adults en anys imparells.

## Comportament i particularitats biològiques
Els mascles són territorials i els territoris se situen en marges de rierols o en prats amb herba alta. Les femelles ponen els ous de forma individual al revers de les fulles de la seva planta nutrícia. Les larves es refugien en uns habitacles que es construeixen a partir d'unir amb fils de seda fulles de la seva planta nutrícia. En aquest habitacle s'alimenten i passen l'hivern.

## Conservació
A Catalunya, es tracta d'una papallona amb una distribució molt reduïda, només present en algunes localitats dels Pirineus. Les principals amenaces són l'alteració o destrucció dels prats alpins que formen el seu hàbitat, la captura d'adults per al col·leccionisme, així com el canvi climàtic. Per aquests motius, està inclosa al Catàleg de fauna salvatge autòctona amenaçada i de mesures de protecció i de conservació de la fauna salvatge autòctona protegida, en la categoria En perill d'extinció.

## Espècies ibèriques similars
- Merlet major (Pyrgus alveus)
- Merlet ruderal (Pyrgus armoricanus)
- Merlet major bessó (Pyrgus bellieri)
- Merlet alpí (Pyrgus cacaliae)
- Merlet reial (Pyrgus carthami)
- Pyrgus cinarae
- Merlet rogenc (Pyrgus cirsii)
- Merlet comú (Pyrgus malvoides)
- Merlet dels erms (Pyrgus onopordi)
- Merlet olivaci (Pyrgus serratulae)
- Pyrgus sidae